# Arhipelagul în flăcări
Arhipelagul în flăcări (în franceză L'Archipel en feu) este un roman scris de Jules Verne, serializat în Le Temps între 29 iunie și 3 august 1884. Romanul marchează un moment de cotitură în inspirația lui Jules Verne. După călătoria lunară, înconjurul lumii într-un submarin și în optzeci de zile, autorul începe să înlocuiască intrigile "tehnologice" cu exotismul și romantismul.
Arhipelagul în flăcări este unul dintre cele patru romane istorico-politice ale lui Jules Verne, alături de Nord contra Sud, Drumul Franței și Familia fără nume. Acestea din urmă nu au avut parte de un succes prea mare, vânzându-se fiecare doar în 10.000 de exemplare în timpul vieții autorului, de cinci ori mai puțin decât 20.000 de leghe sub mări și de zece ori mai puțin decât Ocolul Pământului în optzeci de zile. Critica modernă acordă un interes scăzut Arhipelagului în flăcări.

## Povestea
În 1827, insurgenții greci rezistă eroic în fața armatei otomane, susținuți în fața acestei lupte inegale de voluntari europeni de diferite naționalități, printre care se află și locotenentul francez Henry d’Albaret. De partea cealaltă, turcii se bazează pe ajutorul piraților, dintre care se distinge grecul Nicolas Starkos, care transportă pe navele sale prizonieri greci, pe care îi vinde ca sclavi pe coasta nordică a Africii.
Pe insula Corfu, Henry d’Albaret se îndrăgostește de Hadjina, fiica enigmaticului bancher Elizundo. Dar acesta promite mâna fiicei sale lui Nicolas Starkos, deoarece își datorează averea comerțului practicat de acest individ funest, care îl amenință că va face public modul în care bancherul și-a adunat bogățiile. Cu puțin timp înaintea nunții, bancherul moare, ceea ce îi permite Hadjinei să descopere hârtiile care cuprind istoria afacerilor murdare ale tatălui său. Decisă să spele rușinea care pătează numele familiei, ea refuză propunerile celor doi pretendenți - Starkos și d'Albaret - și dispare alături de fidelul ei servitor, Xaris.
D'Albaret primește comanda Syphantei, vas de război plătit din fonduri private cu care pornește o campanie împotriva piraților care devastează arhipelagul grecesc. Cel mai feroce dintre aceștia, legendarul Sacratif, îi scapă mereu, ofițerul căutându-l în zadar în luptele pe care le dă.
Între timp, Hadjina folosește moștenirea rămasă de la tatăl ei pentru a răscumpăra sclavii grecii din mâinile turcilor. După ce rămâne fără avere, este capturată de pirați și vândută la o piață de sclavi. Destinul face ca, în acea zi, în piață să se afle și cei doi pretendenți - Starkos și d'Albaret - care licitează pentru lotul de sclavi din dorința de a o elibera pe tânără și a o aduce alături de el. D'Albaret câștigă licitația, folosindu-și întreaga avere și află că Hadjina este, în sfârșit, demnă să îi fie soție.
Dar Starkos nu renunță așa de ușor. Alături de o flotă numeroasă, el atacă Syphanta încărcată până la refuz cu sclavii eliberați și este pe punctul de a învinge, când o lovitură a sorții răstoarnă situația. Starkos, care se dovedește a fi nimeni altul decât legendarul Sacratif, este ucis, iar pirații săi masacrați, iar Henry și Hadjine se căsătoresc în cele din urmă, instalându-se în Grecia eliberată de sub jugul otoman.

### Capitolele cărții
| - I. - Navă în zare - II. - Față în față - III. - Grecii împotriva turcilor - IV. - Trista casă a unui bogătaș - V. - Coasta meseniană - VI. - Pe pirații din arhipelag! - VII. - Surpriza - VIII. - Douăzeci de milioane în joc | - IX. - Arhipelagul în flăcări - X. - Campania din arhipelag - XI. - Semnale fără răspuns - XII. - Mezatul de la Karpathos - XIII. - La bordul Syphantei - XIV. - Sacratif - XV. - Deznodământ |

## Controverse
Verne își începe romanul în localitatea Vitylos (actualmente Oïtylos) din sudul Peloponezului, pe care o descrie ca fiind populată cu pirați și jefuitori de epave.
Odată cu traducerea în grecește a romanului Arhipelagul în flăcări și publicarea sa în foileton în cotidianul atenian Kairi între lunile iulie 1884 și ianuarie 1885, locuitorii din Oïtylos - despre care Jules Verne afirmă în carte că nu știu să citească! - au redactat o petiție-manifest în care cereau oprirea publicării. Scandalul a dat naștere unei serii de articole în numeroasele publicații din Grecia, afacere descrisă în detaliu în articolul lui G. Riegert "Cum a dat naștere Jules Verne unui scandal în Grecia", apărut în Bulletin de la société Jules Verne. Jules Verne s-a justificat de mai multe ori prin intermediul scrisorilor și articolelor, făcând cunoscută dragostea sa ardentă pentru Grecia, dar fără a renunța la afirmațiile din roman.
Acuzațiile de piraterie contestate vehement își au originea în documentele consultate de Verne, L’Univers pittoresque de Didot și Le Tour du monde de Henry Belle. De remarcat că Chateaubriand, un mare admirator al Greciei, scrisese deja în introducerea la a sa Călătorie de la Paris la Ierusalim: „Am avut neplăcerea să constat că manioții sunt o adunătură de tâlhari, sclavi la origine, care nu mai sunt descendenți ai anticilor spartani.” Numeroși autori de jurnale de călătorie au făcut ulterior afirmații similare: Pouqueville, Michaud, Yemeniz și faimosul Henry Belle, din cauza căruia a luat naștere scandalul în care a fost implicat Jules Verne. Guy Riegert nota cu umor: „Pentru a-i judeca pe manioți, nu există printre călători decât această afirmație răutăcioasă a lui Edmond About, care spune că sunt 'mai interesanți decât compatrioții săi pentru că sunt cei mai bărbați'!” (Grecia contemporană, 1856).

## Teme abordate în cadrul romanului
- Pirateria
- Lupta pentru independență (temă prezentă și în Mathias Sandorf, unde se prezintă mișcarea de rezistență a poporului maghiar în fața conducerii habsburgice)
- Rivalitatea între două personaje principale, în cazul de față Nicolas Starkos și Henry d'Albaret (temă prezentă și în Cele 500 de milioane ale Begumei, Nord contra Sud și Secretul lui Wilhelm Storitz)
- Problemele cărora le dă naștere o moștenire fabuloasă, reprezentată de averea care rămâne în urma bancherului Elizundo (această temă se regăsește în mai multe opere verniene, cele mai reprezentative fiind Cele 500 de milioane ale Begumei. Testamentul unui excentric, uimitoarele peripeții ale jupânului Antifer sau Vulcanul de aur)

## Lista personajelor
- Henry d'Albaret - francez, 29 de ani, locotenent în marina regală
- Elizundo - bancher, ilir sau dalmat, între 60 și 70 de ani
- Hadjina Elizundo - 22 de ani, fiica lui Elizundo cu o grecoaică
- Gozzo - bătrân marinar grec
- Skopélo - 50 de ani, mâna dreaptă a lui Nicolas Starkos
- Andronika Starkos - patrioată greacă, mama lui Nicolas Starkos
- Nicolas Starkos grec, fiu al Andronikăi, 35 de ani, cunoscut și ca piratul Sacratif
- Căpitanul Stradena - primul căpitan al Syphantei, ucis în timpul campaniei contra piraților
- Căpitanul Todros - 50 de ani, grec, secund pe Syphanta
- Xaris - frate de lapte cu mama Hadjinei, protector al acesteia din urmă

## Traduceri în limba română
- perioada interbelică - Arhipelagul în flăcări, Ed. Socec & Co, 262 pag.
- perioada interbelică - Arhipelagul în flăcări, Ed. Cultura românească, Colecția "Căminul - Biblioteca literară științifică", nr. 215-219, traducere George B. Rareș, 246 pag.
- 1957 - Arhipelagul în flăcări, Ed. Tineretului, traducere Radu Tudoran, 194 pag.
- 2001 - Arhipelagul în flăcări, Ed. Gramar, 176 pag.
- 2002 - Arhipelagul în flăcări, Ed. Corint, traducere Cristina Jinga, 168 pag., ISBN 973-653-363-8
- 2005 - Arhipelagul în flăcări, Ed. Lucman, 188 pag., ISBN 973-723-054-X
- 2010 - Arhipelagul în flăcări, Ed. ErcPress, Colecția "Jules Vern2, nr. 11, traducere C. Starcu, 192 pag., ISBN 978-606-602-039-8